# Die Super-Heimwerker
Die Super-Heimwerker ist eine deutsche Fernsehsendung, die auf Kabel Eins ausgestrahlt wurde.

## Konzept
Die Sendung zeigt die drei Heimwerker Tommo, Ken und Eyck, welche frustrierten Hobby-Bastlern Hilfe und Unterstützung anbieten und ihnen und den Zuschauern zeigen, wie sie selbst die Situation bewältigen können.

## Produktion und Ausstrahlung
Die erste Folge wurde am 31. Mai 2010 auf Kabel Eins ausgestrahlt. Produziert wurde von 2010 bis 2011. Dabei sind 2 Staffeln und 118 Folgen entstanden.

### Episodenguide
| Staffel 1 |                                         |                   |
| Folge     | Titel                                   | Erstausstrahlung  |
| 1         | Ein Heim für die Harley                 | 31. Mai 2010      |
| 2         | Tommo baut ein Kletterparadies          | 1. Juni 2010      |
| 3         | Denker sucht Lenker!                    | 2. Juni 2010      |
| 4         | Tommo kommt ins Schwitzen               | 3. Juni 2010      |
| 5         | Ken greift in den Farbkasten            | 4. Juni 2010      |
| 6         | Unser Haus braucht einen Kamin!         | 7. Juni 2010      |
| 7         | Chaos in der Küche                      | 8. Juni 2010      |
| 8         | Hoch, höher, Hochbett!                  | 9. Juni 2010      |
| 9         | Eyck lässt altes Holz neu glänzen       | 10. Juni 2010     |
| Staffel 2 |                                         |                   |
| Folge     | Titel                                   | Erstausstrahlung  |
| 10        | Ein schönes Bad für eine schöne Frau    | 11. Oktober 2010  |
| 11        | In dieser Küche ist Musik drin          | 12. Oktober 2010  |
| 12        | Ein Heiligenschein fürs Bad             | 13. Oktober 2010  |
| 13        | Da fühlt sich jedes Auto wohl           | 14. Oktober 2010  |
| 14        | Schritt für Schritt zur Traum-Treppe    | 15. Oktober 2010  |
| 15        | Endlich ein Stall für die Drahtesel     | 18. Oktober 2010  |
| 16        | Ganz großes Kino in Berlin              | 19. Oktober 2010  |
| 17        | Tattoo-Lady sucht Ordnung fürs Leben    | 21. Oktober 2010  |
| 18        | Alles im Rahmen                         | 22. Oktober 2010  |
| 19        | Vinyl am Boden – Heimwerker oben auf!   | 25. Oktober 2010  |
| 20        | Viel Regal für wenig Geld               | 26. Oktober 2010  |
| 21        | Echt klasse – die neue Terrasse         | 27. Oktober 2010  |
| 22        | Disco-Feeling in der Küche              | 28. Oktober 2010  |
| 23        | Sandkasten als Gruß an die Karibik!     | 29. Oktober 2010  |
| 24        | Zimmer mit Aussicht – das ist zu wenig! | 2. November 2010  |
| 25        | Ein Küchentraum in Bonbonfarben         | 3. November 2010  |
| 26        | Ein Reich für ganze Kerle               | 4. November 2010  |
| 27        | Der Weg ist das Ziel                    | 5. November 2010  |
| 28        | Jugendtraum zusammen gezimmert          | 8. November 2010  |
| 29        | Wohnen wie in Bella Italia              | 9. November 2010  |
| 30        | Model mit Schuppen-Make-up              | 10. November 2010 |
| 31        | Besser Eck-Schrank als Weg-Schrank!     | 11. November 2010 |
| 32        | Kuschelecke für Couch-Potatoes          | 15. November 2010 |
| 33        | Wetterfest mit Durchblick               | 16. November 2010 |
| 34        | Neue Bude – alte Küche                  | 17. November 2010 |
| 35        | Deckel drauf und raus                   | 18. November 2010 |
| 36        | Ein wenig Wärme braucht der Mensch      | 19. November 2010 |
| 37        | Ein Wohnzimmer wird entholzt            | 22. November 2010 |
| 38        | Eine echt heiße Hütte                   | 23. November 2010 |
| 39        | Ruhepol auf dem Dach                    | 24. November 2010 |
| 40        | Schrankeinbau mit Hindernissen          | 25. November 2010 |
| 41        | Experimentierecke für zu Hause          | 26. November 2010 |
| 42        | Eine Spielwiese für die Liebste         | 29. November 2010 |
| 43        | Ordnung für den Streichelzoo            | 1. Dezember 2010  |
| 44        | Da lacht das Laminat                    | 2. Dezember 2010  |
| 45        | Örtchen des Grauens                     | 3. Dezember 2010  |
| 46        | Durchblick mit toller Aussicht          | 6. Dezember 2010  |
| 47        | Erlebnisbad mit Glitzer-Styling         | 7. Dezember 2010  |
| 48        | Im Hochbett auf Wolke 7                 | 8. Dezember 2010  |
| 49        | Zimmer mit Aussicht – das ist zuwenig!  | 9. Dezember 2010  |
| 50        | Davon träumt jedes Auto                 | 10. Dezember 2010 |
| 51        | Kuschelzimmer für Madam                 | 13. Dezember 2010 |
| 52        | Nur die Harten kommen in den Garten     | 14. Dezember 2010 |
| 53        | Hochherrschaftlich auf Hochglanz        | 15. Dezember 2010 |
| 54        | Balla Balla oder Ballermann?            | 17. Dezember 2010 |
| 55        | Eine Wand für mehr Miete                | 10. Januar 2011   |
| 56        | Langsam – Schritt für Schritt aufwärts  | 11. Januar 2011   |
| 57        | Trödeltruppe aus der Chaos-Küche        | 12. Januar 2011   |
| 58        | Dicke Dinger für harte Männer           | 13. Januar 2011   |
| 59        | Sonnenschutz de luxe                    | 17. Januar 2011   |
| 60        | Rock’n’ Roll im Kachelbad               | 18. Januar 2011   |
| 61        | So macht Sitzenbleiben Spaß             | 20. Januar 2011   |
| 62        | So geht die Party endlich ab            | 21. Januar 2011   |
| 63        | Eine Bar für alle Fälle                 | 24. Januar 2011   |
| 64        | Tatort Erlebnis-Dusche                  | 25. Januar 2011   |
| 65        | Powerfrau wagt den Durchbruch           | 27. Januar 2011   |
| 66        | Feuer frei im Wohnzimmer                | 31. Januar 2011   |
| 67        | Neuer Glanz in oller Küche              | 3. Februar 2011   |
| 68        | Im Saustall gibt’s bald Party           | 7. Februar 2011   |
| 69        | Es werde Licht – auf Umwegen            | 1. Februar 2011   |
| 70        | Schatzsuche im Gebälk                   | 8. Februar 2011   |
| 71        | Nie mehr kalte Füße                     | 9. Februar 2011   |
| 72        | Reservat für den Mann                   | 14. Februar 2011  |
| 73        | Küche nach Maß                          | 15. Februar 2011  |
| 74        | Karibik-Feeling zum Aufklappen          | 16. Februar 2011  |
| 75        | Küche mit Geschmack                     | 18. Februar 2011  |
| 76        | Dieses Zimmer ist ein Hit               | 21. Februar 2011  |
| 77        | Ruhe aus der Rockhöhle                  | 22. Februar 2011  |
| 78        | Eine Küche blüht auf                    | 23. Februar 2011  |
| 79        | Projekt Zimmerzusammenführung           | 25. Februar 2011  |
| 80        | Eine tierisch tolle Tür                 | 28. Februar 2011  |
| 81        | Dieter macht ’nen Bogen                 | 1. März 2011      |
| 82        | Sandsteinflur als Beziehungskitt        | 4. März 2011      |
| 83        | Ein Bild von einem Bett                 | 8. März 2011      |
| 84        | Eine schweißtreibende Angelegenheit     | 9. März 2011      |
| 85        | Volle Power für ein neues Bad           | 11. März 2011     |
| 86        | Riesenwanne für Riesenspaß              | 14. März 2011     |
| 87        | Neue Wand für mehr Wohnkomfort          | 16. März 2011     |
| 88        | Podest für Trendsetter                  | 18. März 2011     |
| 89        | Pokern mit Full House                   | 21. März 2011     |
| 90        | Workout für den Fitnessraum             | 22. März 2011     |
| 91        | Duschen mit Licht und Wasser            | 24. März 2011     |
| 92        | Alte Wand im neuen Gewand               | 28. März 2011     |
| 93        | Endlich Ruhe im Bett                    | 30. März 2011     |
| 94        | Traumlandschaft für die Liebe           | 31. März 2011     |
| 95        | Hau weg das Bad!                        | 1. April 2010     |
| 96        | Partyspaß fürs Lümmelbad                | 18. März 2011     |
| 97        | Kinderzimmer wächst mit dem Alter       | 5. April 2011     |
| 98        | Ein Schrank denkt mit!                  | 8. April 2011     |
| 99        | Ein Küchenboden für Mutti               | 27. Juni 2011     |
| 100       | Der Terrasse geht’s an die Platte       | 28. Juni 2011     |
| 101       | Keine Angst vor der Designertür         | 29. Juni 2011     |
| 102       | Der Durchbruch zur Küche                | 30. Juni 2011     |
| 103       | Eine Bank zum Grillen und Chillen       | 1. Juli 2011      |
| 104       | Terrasse zum Wohlfühlen                 | 4. Juli 2011      |
| 105       | Ein Sofa und ein krummes Ding           | 5. Juli 2011      |
| 106       | Partyboot für Flusspirat                | 6. Juli 2011      |
| 107       | Küchenparadies für Hobbygourmet         | 7. Juli 2011      |
| 108       | So kommt Hollywood in den Partykeller   | 8. Juli 2011      |
| 109       | Terrasse – höher gelegt                 | 11. Juli 2011     |
| 110       | Ordnung für die Chaosgarage             | 12. Juli 2011     |
| 111       | Make-up für den alten Pool              | 13. Juli 2011     |
| 112       | Hilfe! Mein Flur braucht Stauraum       | 14. Juli 2011     |
| 113       | Modern Look für Spießergarten           | 15. Juli 2011     |
| 114       | Ein Wasserschloss mit Garten            | 18. Juli 2011     |
| 115       | Generalüberholung fürs Mini-Bad         | 19. Juli 2011     |
| 116       | Wellness vorm Gartenhaus                | 20. Juli 2011     |
| 117       | Ein Zimmer zum Träumen                  | 21. Juli 2011     |
| 118       | Der Müll muss weg!                      | 22. Juli 2011     |

## Die Promi-Heimwerker
Von der Sendung wurde ein Spin-off mit Prominenten produziert, welches den Titel Die Promi-Heimwerker trug. Insgesamt wurden 5 Folgen produziert. Die Folgen erschienen täglich vom 20. Juni 2011 bis zum 24. Juni 2011.